# Marcella Michelangeli
Marcella Michelangeli, född Marcella Gherardi 28 januari 1943 i Uscio, Ligurien, är en italiensk skådespelerska och sångerska.

## Roller i urval
- 1969 – Ökenfällan
- 1971 – Varning för en helig sköka
- 1974 – Vi som älskade varann så mycket
- 1976 – Caro Michele
- 1976 – Fula, skitiga och elaka
- 1976 – Il grande racket
- 1977 – Padre padrone
- 1980 – Immacolata e Concetta, l'altra gelosia